# Salam Zampaligré
 (juin 2024).
La mise en forme du texte ne suit pas les recommandations de Wikipédia : il faut le « wikifier ».
Les points d'amélioration suivants sont les cas les plus fréquents. Le détail des points à revoir est peut-être précisé sur la page de discussion.
- Les titres sont pré-formatés par le logiciel. Ils ne sont ni en capitales, ni en gras.
- Le texte ne doit pas être écrit en capitales (les noms de famille non plus), ni en gras, ni en italique, ni en « petit »…
- Le gras n'est utilisé que pour surligner le titre de l'article dans l'introduction, une seule fois.
- L'italique est rarement utilisé : mots en langue étrangère, titres d'œuvres, noms de bateaux, etc.
- Les citations ne sont pas en italique mais en corps de texte normal. Elles sont entourées par des guillemets français : « et ».
- Les listes à puces sont à éviter, des paragraphes rédigés étant largement préférés. Les tableaux sont à réserver à la présentation de données structurées (résultats, etc.).
- Les appels de note de bas de page (petits chiffres en exposant, introduits par l'outil «  Source ») sont à placer entre la fin de phrase et le point final[comme ça].
- Les liens internes (vers d'autres articles de Wikipédia) sont à choisir avec parcimonie. Créez des liens vers des articles approfondissant le sujet. Les termes génériques sans rapport avec le sujet sont à éviter, ainsi que les répétitions de liens vers un même terme.
- Les liens externes sont à placer uniquement dans une section « Liens externes », à la fin de l'article. Ces liens sont à choisir avec parcimonie suivant les règles définies. Si un lien sert de source à l'article, son insertion dans le texte est à faire par les notes de bas de page.
- La présentation des références doit suivre les conventions bibliographiques. Il est recommandé d'utiliser les modèles {{Ouvrage}}, {{Chapitre}}, {{Article}}, {{Lien web}} et/ou {{Bibliographie}}. Le mode d'édition visuel peut mettre en forme automatiquement les références.
- Insérer une infobox (cadre d'informations à droite) n'est pas obligatoire pour parachever la mise en page.

Pour une aide détaillée, merci de consulter Aide:Wikification.
Si vous pensez que ces points ont été résolus, vous pouvez retirer ce bandeau et améliorer la mise en forme d'un autre article.
 (juin 2024).
Salam Zampaligré, né le 3 juillet 1980 à Ouagadougou (Burkina Faso), est un réalisateur burkinabé. Il est Membre et Coordinateur du Collectif Génération Films[Depuis quand ?].

## Biographie

### Enfance et Formation
Salam Zampaligré est né le 3 juillet 1980 à Ouagadougou au Burkina Faso. Après un cursus en communication, il décide en 2001 de commencer un apprentissage dans le milieu du cinéma. En 2007, il obtient son diplôme de master professionnel en réalisation fiction de l'Institut Supérieur de l'Image et du Son de Ouagadougou. Il poursuit ensuite son cursus à travers plusieurs stages qui le conduisent au sein de Deutsche Welle en Allemagne, auprès de la Nederlandse Film en Televisie Academie aux Pays-Bas. En 2007, il participe également aux universités d’été de la FEMIS  et de la Cifap en 2012, en France. En 2023, il reçoit le Prix du film documentaire au 12e festival du cinéma africain à Louxor (Egypte) pour son film Le taxi, le cinéma et moi, un documentaire sur le cinéaste Drissa Touré.

### Carrière
Salam Zampaligré est membre actif du Collectif Génération Films et l'un des pionniers du Ciné Club FESPACO. En 2001, pour valoriser les œuvres des cinéastes africains, il crée le prix Djibril Diop Mambety pour la Jeunesse. Il a actuellement à son actif plusieurs fictions et documentaires en cours et long-métrage.[non pertinent]
En 2018, il réalise son premier long-métrage intitulé La république des corrompus.

## Filmographie

### Courts métrages
- 2007 : Juste un peu d’amour
- 2008 : Béodaré
- 2010 : Une lettre au Président
- 2010 : Sainte Afrique
- 2010 : Sams K le Jah
- 2010 : Ainsi va la vie
- 2012 : Exil, les voix des sans voix
- 2013 : Africa Freedom

### Long Métrage
- 2018 : La République des corrompus
- 2022 : Le taxi, le cinéma et moi

## Distinctions
2023 : prix du film documentaire au 12e festival du cinéma africain